# Balthazar Johannes Vorster
Balthazar Johannes Vorster meglio conosciuto come John Vorster (Jamestown, 13 dicembre 1915 – Città del Capo, 10 settembre 1983) è stato un politico sudafricano, Primo ministro dal 1966 al 1978 e Presidente nel 1978-1979.
Fu un'importante figura del nazionalismo afrikaner e uno dei principali fautori del regime dell'apartheid. Conosciuto come un personaggio decisamente schierato a destra, si oppose duramente al comunismo. Fu membro del National Party, Ministro della Giustizia (1961-1966), Primo Ministro (1966-1978) e infine ricoprì la carica (allora solo onorifica) di Presidente Statale del Sudafrica (1978-1979), posizione che fu costretto ad abbandonare a causa di uno scandalo politico-finanziario.

## Biografia

### Gioventù
Vorster nacque il 13 dicembre 1915 nell'area rurale di Jamestown, nel distretto di Uitenhage, nella parte orientale della Provincia del Capo, tredicesimo figlio di una ricca famiglia afrikaner di allevatori di pecore. Frequentò le scuole Primarie e Secondarie nel suo distretto per poi essere ammesso all'Università di Stellenbosch presso la facoltà di Legge.
L'Università di Stellenbosch può essere considerata la culla del nazionalismo afrikaner: sei dei sette Primi Ministri del Sudafrica, fra il 1910 e il 1971, provenivano da questa Università. In questo istituto Vorster fu presto coinvolto dalla politica, schierandosi con i nazionalisti e diventando vicepresidente del consiglio studentesco e capo della sezione giovanile del National Party. Si laureò nel 1938, per diventare in seguito cancelliere del Presidente della Divisione Provinciale del Capo della Corte Suprema sudafricana. Non rimase a lungo in questo impiego: l'anno seguente iniziò la professione di Procuratore a Port Elizabeth, per poi spostarsi nella città di Brakpan, nel Witwatersrand.

### Coinvolgimento attivo in politica
Lo scoppio della seconda guerra mondiale nel settembre 1939 vide Vorster, per la prima volta, coinvolto nella politica nazionale. La decisione del Parlamento sudafricano di entrare in guerra a fianco degli Alleati scontentò aspramente i nazionalisti afrikaner che provavano indignazione per l'alleanza del Sudafrica con il loro vecchio nemico, l'Inghilterra. Molti nazionalisti boeri, più per un sentimento anti-inglese che per chiaro spirito filo-nazista, speravano ardentemente in una vittoria della Germania.
Vorster incanalò le sue attività in una organizzazione chiamata Ossewabrandwag (letteralmente "sentinelle dei carri trainati dai buoi"), fondata nel 1938 per perpetuare lo spirito prodotto dalle celebrazioni del centenario del Great Trek che si tennero, appunto, in quell'anno. Sotto la leadership del leader Johannes van Rensburg, l'Ossewabrandwag divenne una organizzazione anti-britannica e nazista che si adoperò attivamente per vanificare gli sforzi di guerra del Sudafrica. Molte azioni di sabotaggio e violenza commesse nel paese durante la guerra furono attribuite all'Ossewabrandwag; in seguito Vorster avrebbe dichiarato di non aver partecipato direttamente a nessuno di tali atti.
Scalando i livelli dell'organizzazione che era ormai diventata una struttura paramilitare, Vorster raggiunse il rango di generale. In una dichiarazione fatta in questo periodo, egli identificava l'ideologia dell'organizzazione come "nazionalismo cristiano", l'equivalente sudafricano del nazionalsocialismo. Anche suo fratello, J.D. Vorster, pastore della chiesa riformata olandese, prese posizione a favore della Germania, ricevendo con regolare sentenza una condanna al carcere per aver trasmesso informazioni al nemico circa i movimenti delle navi da guerra alleate.
Nello stesso periodo Vorster attirò l'attenzione facendo dichiarazioni sprezzanti nei confronti delle democrazie occidentali e di lode per il regime di Adolf Hitler, il cui governo dittatoriale considerava come modello ideale per il governo del Sudafrica, in contrapposizione al sistema parlamentare di tipo inglese in vigore.
Nel settembre del 1942, Vorster fu incarcerato in un campo di detenzione a Koffiefontein a causa delle sue attività di sabotaggio. Durante questo internamento chiese ripetutamente di essere portato davanti a una Corte di Giustizia, guidando persino uno sciopero della fame in un tentativo di attirare l'attenzione e far pressioni sulle autorità, affinché gli concedessero un regolare processo. Fu pubblicato nel febbraio 1944, con alcune restrizioni. Si rifiutò di sottostare a queste limitazioni della sua libertà (che includevano il confino in un particolare distretto) ma non fu punito per averle violate.
Negli anni seguenti, diventato una figura importante nel National Party, Vorster si sentì spesso rinfacciare dai suoi oppositori i suoi trascorsi in tempo di guerra; tuttavia, egli non rinnegò mai nulla di ciò che aveva detto o fatto in quel periodo. Parlò della sua reclusione in Parlamento nel maggio 1960, dichiarando che un possibile motivo di questo provvedimento era il fatto di essere stato sospettato di aver ospitato dei disertori. Inoltre spiegò anche come, dopo essere stato rilasciato, avesse chiesto al Ministro della Giustizia di allora, Colin Fraser Steyn, di perorare la causa di coloro che erano ancora detenuti, e che Steyn, per tutta risposta, lo avesse minacciato di farlo arrestare di nuovo se non avesse lasciato subito il suo ufficio. L'esperienza del campo di detenzione ebbe l'effetto di inasprire il carattere e l'estremismo politico di Vorster.

### Vorster in parlamento
Le relazioni fra l'Ossewabrandwag e il National Party, allora guidato da Daniel François Malan, raggiunsero un punto di rottura alla fine del 1941. Ripudiato dal National Party, l'Ossewabrandwag si alleò con l'Afrikaner Party, nato nello stesso anno. Alla fine della guerra, a Vorster fu permesso di riprendere la sua professione di avvocato. Nel 1948 cercò di ottenere una candidatura in Parlamento nelle file dell'Afrikaner Party, nella circoscrizione elettorale di Brakpan. Intanto, le relazioni fra l'Afrikaner Party e il National Party erano state ristabilite, tanto da permettere la stipulazione di un patto elettorale contro lo United Party di Jan Smuts, allora al potere. I nazionalisti diffidavano del giovane agitatore Vorster, e rifiutarono di appoggiare la sua candidatura. Così egli corse alle elezioni come indipendente, non riuscendo a guadagnare il seggio per pochissimi voti (quattro).
Quell'anno, la maggioranza andò alla coalizione di National e Afrikaner Party che, una volta saliti al governo, cominciarono a realizzare la politica dell'apartheid. Sebbene le discriminazioni razziali a favore dei bianchi fossero già presenti nella politica e nella società sudafricana, questo nuovo governo le istituzionalizzò.
Vorster dovette aspettare fino al 1953 per entrare in Parlamento, quando la sua candidatura fu accettata dal National Party. Fu eletto nella circoscrizione elettorale di Nigel nel Transvaal, e dimostrò subito di essere un parlamentare molto capace, un buon oratore, molto esperto nell'agone politico e trascinatore di folle. Divenne ben presto il leader dell'ala destra del National Party e in questa veste aiutò l'ascesa al potere di Hendrik Frensch Verwoerd, che divenne Primo Ministro nel 1958. Con il nuovo capo del governo la scalata di Vorster nella gerarchia del partito fu rapida: fu nominato Sottosegretario all'Istruzione, alle Arti e alle Scienze e in tale veste applicò in modo intransigente il Bantu Education Act, legge che costringeva i non bianchi a frequentare solo scuole di indirizzo tecnico o che insegnavano un lavoro manuale. Nell'ottobre 1958 fu nominato anche Sottosegretario al Welfare. Si guadagnò subito una reputazione di rigido esecutore dell'apartheid e di fautore di un inasprimento ulteriore di tale politica di segregazione.

### Ministro della giustizia
Nel marzo del 1960, gli scontri interrazziali di Sharpeville (69 dimostranti africani uccisi dal fuoco della polizia) convinsero Verwoerd che era necessaria una mano più ferma nell'applicazione dell'apartheid. Nel 1961, Vorster fu promosso Ministro della Giustizia, della Sicurezza Sociale e delle Pensioni; nel 1966 divenne Ministro anche della Polizia e delle Prigioni. Con lui in carica, l'autorità della legge fu estesa a dismisura e l'opposizione all'apartheid venne soffocata. Proprio nel suo ruolo di Ministro della Giustizia, però, Vorster si trovò a dover affrontare nuove critiche legate al suo passato filo-nazista. In questo periodo egli dichiarò pubblicamente di aver cambiato opinione e di essere diventato un sostenitore del sistema parlamentare.
Entrambe le maggiori organizzazioni politiche non bianche, cioè l'African National Congress e il Pan-African Congress erano state bandite, ma la possibilità di altre insurrezioni era concreta; esistevano inoltre altre organizzazioni clandestine che ricorrevano programmaticamente alla violenza. La risposta di Vorster, come Ministro della Giustizia, fu di dotare lo Stato di poteri straordinari per affrontare l'opposizione extraparlamentare. Egli fu ideatore dell'arsenale legislativo più repressivo possibile contro i militanti anti-apartheid. Sotto l'egida di Vorster, il sistema di sicurezza della polizia divenne una macchina formidabile, penetrando in ogni angolo e nicchia della società sudafricana, scovando gli oppositori e smascherando i movimenti e le organizzazioni clandestine. Furono approvate ferree leggi sulla sicurezza, che in effetti davano alle autorità carta bianca di fare quello che volevano con poche o nessuna possibilità di ricorso ai tribunali. L'arresto senza un processo, introdotto come misura provvisoria, divenne un aspetto permanente della scena sudafricana e fu usato in modo esteso contro persone sospettate e contro coloro che svolgevano attività politiche ritenute illegali.
Nell'ambito di queste leggi repressive ricordiamo la Sabotage Act del giugno 1962, che prevedeva arresti domiciliari e messe al bando più severe e non soggette ad appello in tribunale, limitando drasticamente le libertà civili. Il reato di sabotaggio comportava arresto da un minimo di cinque anni, senza possibilità di rilascio sulla parola, fino alla pena di morte. A causa della formulazione estremamente generica della legge, atti come la violazione della proprietà privata o il possesso illegale di armi potevano essere fatti rientrare nel reato di sabotaggio.
Il 1º maggio 1963 il governo varò la General Law Amendment Act, meglio nota come "legge dei novanta giorni di carcerazione", che cancellava il diritto dell'arrestato di conoscere le cause dell'arresto e conferiva di fatto a qualunque agente di polizia il potere di trattenere chiunque senza mandato, sulla base di un semplice sospetto di reato politico. Gli arrestati potevano essere detenuti fino a 90 giorni senza capi d'accusa e senza assistenza legale; i novanta giorni potevano essere prolungati. Le percosse agli arrestati erano all'ordine del giorno; si cominciarono ad utilizzare elettroshock, soffocamenti e altre forme di tortura. In parlamento, l'unico voto contrario a quella legge fu quello della deputata del Progressive Party, Helen Suzman. Furono previste pene più severe per l'appartenenza ad organizzazioni illegali; furono introdotte condanne da cinque anni alla pena di morte per il reato di fiancheggiamento al South African Communist Party e ad altre organizzazioni al bando.
Un'altra legge del parlamento proibiva la riproduzione e diffusione di qualunque dichiarazione resa da persone messe al bando. In base a questa legge, alla fine del 1962, furono chiusi molti giornali e il possesso di pubblicazioni vietate divenne un reato punibile con la detenzione fino a due anni.
La vigorosa politica di Vorster sulla sicurezza, ritenuta dai nazionalisti un successo, aumentò il suo prestigio all'interno del partito. Forte di questo successo, Vorster dichiarò di essere l'"uomo forte" che aveva annientato la resistenza interna e reso il paese più sicuro. Inoltre la sua attività come Ministro della Giustizia gli assicurò un posto stabile nella ribalta politica sudafricana.

### Primo Ministro (1966-1976)
Il 6 settembre 1966 il Primo Ministro Hendrik Frensch Verwoerd fu assassinato nell'aula del parlamento di Città del Capo da un commesso parlamentare che soffriva di squilibri psichici. Una settimana dopo, un comitato ristretto del National Party elesse Vorster all'unanimità come successore di Vewoerd, sia come leader del partito, sia come capo del governo. Nessuno dei suoi rivali poteva godere dei suoi appoggi, che andavano dall'ala destra del partito alla Nederduitse Gereformeerde Kerk (Chiesa Riformata Olandese) e persino alla influente società segreta afrikaner denominata Broederbond.
Da un lato egli continuò la realizzazione del sistema legislativo che costituiva l'apartheid, (come dimostra il fatto che nel 1968 abolì gli ultimi quattro seggi parlamentari che erano riservati alla rappresentativa bianca eletta con i voti dei cape coloured). Dall'altro, anche se il suo premierato cominciò con una linea dura, egli fu inaspettatamente l'uomo della svolta in senso moderato.
In politica interna, nonostante l'impegno di base nel mantenere l'apartheid, il suo programma fu molto più liberale di quello del suo predecessore. È vero che fu spietato nel sopprimere il dissenso antisegregazionista, che durante il suo governo ci fu una escalation di conflitti razziali ed un marcato aumento di detenzioni senza processo; tuttavia, Vorster fu anche il primo fra i leader bianchi sudafricani a rimuovere alcuni odiati simboli della politica segregazionista e alcune delle più gravi pratiche di discriminazione razziale. Come Primo Ministro coltivò un'immagine molto più moderata rispetto a quella dura del suo periodo come Ministro della Giustizia, cercando di raccogliere consensi anche presso gli inglesi sudafricani (in genere più moderati dei boeri) e tentando in modo assiduo di guadagnare l'amicizia degli altri stati africani.
Entrambi questi aspetti destarono le ire dell'estrema destra del partito, i cosiddetti Verkramptes, raggruppati intorno al ministro Albert Hertzog. Vorster procedette in modo energico nell'affrontare le loro crescenti critiche, dimostrando di non avere intenzione di passare alla storia come il leader che aveva permesso al nazionalismo afrikaner di perdere la sua unità. Nel tormentato periodo fra il 1967 e il 1969 Vorster tentò di tenere il partito unito ma alla fine la sua pazienza e quella dei suoi si esaurì e i Verkramptes (inclusi quattro membri del Parlamento del National Party) uscirono dal partito. Quindi le timide aperture di Vorster rispetto ai suoi predecessori riguardo all'apartheid provocarono uno scisma all'interno del partito di governo: gli estremisti lasciarono il partito per fondarne uno nuovo, l'Herstigde Nasionale Party (HNP, Partito Nazionale Rifondato). Ma nelle elezioni anticipate dell'aprile 1970, primo banco di prova del nuovo partito, i Verkramptes furono completamente sconfitti non ottenendo nemmeno un seggio.
Nonostante questa sua apparente vittoria, era chiaro che il controllo di Vorster sul nazionalismo afrikaner non era completo come lo era stato quello di Verwoerd. L'afrikanerdom stava diventando un fenomeno diversificato, più pluralista e di conseguenza esso stava sempre di più diventando fonte di conflitti sempre maggiori.
Anche in politica estera egli fu alquanto più pragmatico e meno dogmatico del suo predecessore, avviando una politica di distensione e più conciliante con gli altri stati africani e perseguendo una politica di relazione diplomatiche stabili con questi paesi. Ad esempio, egli acconsentì che diplomatici neri potessero vivere in aree riservate alla popolazione bianca (come capitò ai diplomatici del Malawi accreditati in Sudafrica). Allacciò relazioni ininterrotte con gli altri capi dell'Africa nera come Felix Houphouet-Boigny della Costa d'Avorio e Kenneth Kaunda dello Zambia. Queste aperture furono probabilmente dettate dalla comprensione, da parte di Vorster, dell'evoluzione degli equilibri politici nella zona legate alla caduta dell'impero coloniale portoghese (1974), in particolare rispetto alle situazioni della Rhodesia e dell'Africa del Sudovest (Namibia).
Per quanto riguarda la Rhodesia il comportamento di Vorster fu alquanto ambiguo. La Rhodesia era governata da una minoranza bianca che si era ribellata al dominio britannico dichiarando unilateralmente la propria indipendenza nel 1965. Vorster sostenne questo stato in modo non ufficiale, evitando però di riconoscerlo in modo ufficiale, cosa che avrebbe potuto costargli l'alleanza politica con gli Stati Uniti. Nel 1974 costrinse il Primo Ministro bianco della Rhodesia, Ian Smith, ad accettare il principio che la minoranza bianca non potesse più continuare a governare il paese a tempo indeterminato ed a negoziare un passaggio di potere alla maggioranza nera. Questo portò molti compatrioti e molti rhodesiani bianchi a considerarlo come un traditore. Ma se da un lato lavorava con il Segretario di Stato statunitense Henry Kissinger al fine di persuadere Ian Smith a dividere il potere con i leader neri, allo stesso tempo Vorster rimaneva risoluto nel non accettare un futuro simile per il proprio paese.
Per quanto riguarda l'Africa del Sudovest, ancora controllata dal Sudafrica, egli cercò una soluzione alle richieste internazionali di indipendenza. Nel 1978 il governo di Vorster accettò per la prima volta il principio dell'indipendenza della Namibia. Ci vollero comunque dieci anni (fino agli accordi del dicembre 1988) perché la procedura di autodeterminazione di questo territorio fosse effettivamente aperta.
Proprio la revoca del mandato sudafricano sull'Africa del Sudovest (decretata dall'ONU nel 1974) e l'esclusione dell'ambasciatore del Sudafrica dall'Assemblea Generale delle Nazioni Unite nello stesso anno, fecero fallire questa politica di distensione. Per di più, a partire dal 1975, il governo di Vorster sostenne i movimenti che si ribellavano ai nuovi governi indipendenti di Mozambico e Angola, invadendo quest'ultimo paese nello sforzo (rivelatosi poi infruttuoso) di bilanciare il sostegno sovietico e cubano al Movimento Popolare di Liberazione dell'Angola (MPLA) di ispirazione marxista.
Vorster modificò anche le prospettive politiche dei Bantustan istituiti dai precedenti governi del National Party. La prima novità fu la concessione più rapida possibile dell'autonomia ai focolai nazionali "bantu"; seguì il riconoscimento del loro diritto all'indipendenza. Il Transkei fu il primo bantustan a ottenere l'indipendenza diventando uno "stato nero" nel 1976; seguì il Bophuthatswana. La concessione dell'indipendenza a questi territori era certamente anche connessa all'intento di estromettere i neri dalla vita politica del Sudafrica bianco, separando nettamente le due comunità sul piano politico. Questa azione tuttavia non fu riconosciuta dalla comunità internazionale. Critiche ai bantustan provennero anche dal capo Buthelezi (Primo Ministro del bantustan del Kwazulu, una grande comunità di 5,6 milioni di abitanti) che rifiutò l'indipendenza ritenendola solo fittizia e strumentale allo sviluppo e all'estensione dell'apartheid.
Nel 1976 Vorster intraprese una serie di visite in Europa che lo portarono in Francia e Germania. Il suo più grande successo diplomatico fu la visita di stato in Israele al fine di rilanciare la cooperazione militare e nucleare fra i due paesi. Accolto da Yitzhak Rabin come difensore delle libertà in nome dei valori comuni ai due stati, Vorster si inchinò davanti al memoriale dedicato all'Olocausto a Gerusalemme, lo Yad Vashem e davanti al muro del pianto, avvenimenti che destarono alcune polemiche, dato il passato filonazista del Primo Ministro sudafricano.

### La caduta di un Primo Ministro (1976-1979)
Nel 1976, il suo Ministro dell'Istruzione, Andries Treurnicht, tentò di imporre nelle scuole dei neri l'insegnamento obbligatorio della lingua afrikaans, provocando gli scontri di Soweto, repressa duramente dalle Forze di Sicurezza. Nel 1977 l'ONU votò l'interdizione alla vendita delle armi al Sudafrica.
Nel 1978 uno scandalo politico-finanziario, detto Scandalo dell'Informazione o Scandalo Muldergate o anche il " Watergate Sudafricano" (appropriazione indebita ed impiego di fondi segreti del Ministero dell'Informazione ed abuso del sistema parlamentare per indurre la stampa nazionale ed estera a pubblicare articoli favorevoli alla politica governativa) travolse il suo "delfino", il Ministro dell'Informazione Connie Mulder. Compromesso nell'affare, Vorster ne subì un grave danno di immagine: egli fu esonerato da ogni diretta responsabilità nello scandalo ma, nel settembre 1978 fu costretto a dimettersi ufficialmente per ragioni di salute. Dopo 12 anni lasciava la carica di Primo Ministro per passarla al suo Ministro della Difesa, Pieter Willem Botha, un politico intransigente che tuttavia iniziò le prime serie riforme per moderare l'apartheid. Come consolazione Vorster, il 10 ottobre, venne eletto dai deputati Presidente Statale del Sudafrica, carica allora puramente onorifica. Ma Vorster tenne questa carica per poco tempo, prima di essere travolto dallo Scandalo dell'Informazione. Infatti nel novembre dello stesso anno tale scandalo, che era stato contenuto per mesi, scoppiò. Continue rivelazioni misero sotto choc il paese e il National Party. Concluse le indagini, una Commissione d'Inchiesta aveva rivelato che Vorster, quando era Primo Ministro, sapeva tutto riguardo a tale corruzione, l'aveva tollerata e aveva dato una mano a celare gli abusi, in particolare l'impiego di fondi neri per comprarsi la lealtà del giornale The Citizen, l'unico periodico su scala nazionale in lingua inglese favorevole al National Party. Il 4 giugno 1979, ormai raggiunto dallo scandalo che aveva gettato un'ombra sulla sua credibilità, fu costretto di nuovo alle dimissioni e abbandonò in disgrazia sia la carica di Presidente della Repubblica sia la vita politica.
Nel 1982 Vorster uscì brevemente dal suo riserbo per disapprovare le riforme portate avanti da Botha e per assistere al Congresso fondatore del Partito Conservatore di Andries Treurnicht dopo aver lasciato definitivamente il NP. Ma la sua salute stava peggiorando continuamente fino a portarlo alla morte che lo colse a Città del Capo il 10 settembre 1983 a 67 anni.